# Finale della Coppa delle Coppe 1966-1967
La finale della 7ª edizione della Coppa delle Coppe UEFA è stata disputata il 31 maggio 1967 allo Städtisches Stadion di Norimberga tra Bayern Monaco e Rangers. All'incontro hanno assistito circa 70 000 spettatori. La partita, arbitrata dall'italiano Concetto Lo Bello, ha visto la vittoria per 1-0 del club bavarese.

## Il cammino verso la finale
Il Bayern Monaco di Zlatko Čajkovski esordì contro i cecoslovacchi del Tatran Prešov battendoli col risultato complessivo di 4-3. Agli ottavi di finale gli irlandesi degli Shamrock Rovers vengono eliminati con lo stesso filone del turno precedente: pari esterno 1-1 e vittoria casalinga 3-2. Ai quarti i Roten affrontarono gli austriaci dell'Austria Vienna, perdendo la gara d'andata 1-0 e vincendo col medesimo risultato il retour match; furono dunque necessari i tempi supplementari per aver ragione dei viennesi. In semifinale i belgi dello Standard Liegi furono sconfitti senza troppi patemi con un risultato complessivo di 5-1.
I Rangers di Scot Symon iniziarono il cammino europeo contro i nordirlandesi del Glentoran, aggiudicandosi il derby con un risultato totale di 5-1. Agli ottavi i tedeschi occidentali del Borussia Dortmund furono battuti con un risultato complessivo di 2-1. Ai quarti di finale i Gers affrontarono gli spagnoli del Real Saragozza, vincendo in casa 2-0 e perdendo in Spagna col medesimo risultato; gli scozzesi passarono il turno grazie al lancio della monetina. In semifinale i bulgari dello Slavia Sofia furono battuti sia all'andata che al ritorno col risultato di 1-0.

## La partita
A Norimberga, su un campo rovinato dall'incessante pioggia, va in scena la finale tra il Bayern del capocannoniere Gerd Müller, già vincitore della coppa di Germania Ovest, e i Rangers, che sono stati capaci di eliminare i campioni in carica del Borussia Dortmund. Il match non riesce a decollare, soprattutto a causa delle pessime condizioni del terreno di gioco, con le due compagini che provano quasi solo tiri dalla distanza. Non ci sono grosse emozioni fino al novantesimo. Anche la prima frazione dei supplementari si risolve a reti inviolate, ma al 109' il centrocampista tedesco Franz Roth colpisce a rete per il definitivo 1-0. Si tratta della seconda vittoria consecutiva per una squadra della Germania Ovest e il primo titolo per il Bayern. Dopo la vittoria del Celtic in Coppa Campioni (in finale contro l'Inter), i Rangers falliscono l'opportunità di portare un'altra coppa europea in Scozia.

## Tabellino
| Arbitro: | Concetto Lo Bello |

|           |           |  |
| Roth 109’ | Marcatori |  |

| Bayern Monaco | Rangers |

|                  |    |                     |  |
|                  |    |                     |  |
| P                | 1  | Sepp Maier          |  |
| D                | 2  | Peter Kupferschmidt |  |
| D                | 3  | Werner Olk          |  |
| C                | 4  | Franz Roth          |  |
| D                | 5  | Franz Beckenbauer   |  |
| D                | 6  | Hans Nowak          |  |
| C                | 7  | Rudolf Nafziger     |  |
| A                | 8  | Rainer Ohlhauser    |  |
| A                | 9  | Gerd Müller         |  |
| C                | 10 | Dieter Koulmann     |  |
| C                | 11 | Dieter Brenninger   |  |
| Manager:         |    |                     |  |
| Zlatko Čajkovski |    |                     |  |

|             |    |                  |  |
|             |    |                  |  |
| P           | 1  | Norrie Martin    |  |
| D           | 2  | Kai Johansen     |  |
| D           | 3  | David Provan     |  |
| D           | 4  | Sandy Jardine    |  |
| D           | 5  | Ronnie McKinnon  |  |
| C           | 6  | John Greig       |  |
| C           | 7  | Willie Henderson |  |
| C           | 8  | Dave Smith       |  |
| A           | 9  | Roger Hynd       |  |
| A           | 10 | Alex Smith       |  |
| C           | 11 | Willie Johnston  |  |
| Allenatore: |    |                  |  |
| Scot Symon  |    |                  |  |